# Ирано-эмиратские отношения
Ирано-эмиратские отношения — двусторонние дипломатические отношения между Ираном и Объединёнными Арабскими Эмиратами (ОАЭ). Обе страны являются членами БРИКС, Организации исламского сотрудничества и других международных организаций. 

## История
В течение 1980-х годов ОАЭ с трудом поддерживали нейтралитет в Ирано-иракской войне. Этот конфликт также был источником внутренней напряженности в ОАЭ, поскольку Абу-Даби, как правило, поддерживал Ирак, а Дубай больше сочувствовал Ирану. После окончания войны в 1988 году Иран старался наладить с ОАЭ особые и дружеские отношения. В 1992 году переговоры с Соединёнными Штатами, возможно, стали одним из факторов ухудшения отношений ОАЭ с Ираном, который выступал против продолжения военного присутствия Соединённых Штатов в регионе после окончания Войны в Персидском заливе. К 1992 году ОАЭ стали для Ирана самым близким коммерческим арабским партнёром. Таким образом, кризис, разразившийся в апреле 1992 года над спорными островами в Персидском заливе между Ираном и ОАЭ, оказался неожиданным.
Территориальный спор с Ираном по поводу суверенитета над тремя небольшими островами Абу-Муса, Большой и Малый Томб не поднимался  в течение двадцати лет, но в 1992 году иранские официальные лица в Абу-Мусе отказали в прибытии рабочим из ОАЭ, что противоречило соглашению об общем суверенитете над островом. В 1970 году Иран заявил о своих претензиях на эти три острова, прежде чем образовались ОАЭ. Накануне независимости в 1971 году эмират Шарджа, который имел юрисдикцию над Абу-Мусой, подписал соглашение, заключенное между Лондоном и Тегераном, согласно которому Иран имел право создать военный гарнизон в северной части острова, а Шарджа получала под свой контроль гражданское население острова, проживающее в южной части. Соглашение предусматривало, что Иран и Шарджа будут делиться прибылью от оффшорного нефтяного месторождения, но основной вопрос о полном суверенитете над островом должен был быть разрешен в будущем.
Большой и Малый Томб — это два необитаемых острова, на которые предъявил претензии эмират Рас-эль-Хайма, но которые с 1971 года заняты Ираном. В отличие от эмирата Шарджа, Рас-эль-Хайма никогда не поддерживал иранских требований к островам и выступал против того, что Великобритания предпочла не вмешиваться в оккупацию островов Ираном. Действительно, негативная реакция эмирата Рас-эль-Хайма в 1971 году заставила его воздерживаться от присоединения к ОАЭ в течение нескольких месяцев. В разгар кризиса 1992 года над правом обладания островом Абу-Мусой, Рас-эль-Хайма вновь поднял вопрос о суверенитете в отношении Большого и Малого Томба, таким образом, разжигая и без того непростую ситуацию. В конце года Иран и Шарджа пришли к соглашению восстановить статус-кво до кризиса, но инцидент заставил ОАЭ задуматься над иранскими намерениями.
ОАЭ испытывают глубокую озабоченность по поводу ядерной программы Ирана, а также насчет его политики на мировой арене и в регионе. ОАЭ полностью поддерживают резолюции Совета Безопасности Организации Объединённых Наций о запрете передачи ядерных технологий и материалов Ирану. Руководство ОАЭ рассматривает Иран как свою главную внешнюю угрозу и выступает категорически против того, чтобы в регионе появилась ядерная держава. ОАЭ испытывают беспокойство из-за стремлений Ирана к региональной гегемонии, которое правительство этой страны реализует через поддержку Хезболла, ХАМАС и предположительно подпольных организаций в странах Персидского залива. Наследный принц ОАЭ Мухаммад ибн Заид Аль Нахайян скептически относится к тому, что Иран может принять окончательное решение по сворачиванию своей ядерной программы, а также убежден в том, что международное сообщество не станет принимать по настоящему жесткие санкции в отношении Тегерана.
28 ноября 2013 года министр иностранных дел ОАЭ совершил официальный визит в Иран. В июле 2018 года власти ОАЭ заморозили счета 9 иранских граждан (которые по некоторым данным имеют отношение к Корпусу стражей исламской революции) по обвинению в терроризме, что может быть расценено как поддержка политики Соединённых Штатов Америки по отношению к Ирану.

## Торговля
Иранский бизнес присутствует в ОАЭ. По данным Иранского делового совета в ОАЭ зарегистрировано около 8 000 иранских предпринимателей и торговых фирм. По оценкам в ОАЭ проживает примерно 500 000 иранцев. С 2005 по 2009 год объём товарооборота между странами увеличился в три раза и составил сумму 12 млрд. долларов США. Экспорт ОАЭ в Иран в четыре раза превышает импорт иранских товаров в ОАЭ.
В 2017 году объём товарооборота между странами составил сумму 17 млрд долларов США. В 2018 году введение новых экономических санкций США против Ирана может негативно сказаться на объёме ирано-эмиратского сотрудничества.

## Дипломатические представительства
- Иран имеет посольство в Абу-Даби[11].
- У ОАЭ имеется посольство в Тегеране[12].